# Ізабела Садовеану-Еван
Ізабела (Ізабелла) Садовеану-Еван (румунська вимова: [izaˈbela sadoˈve̯anu ˈevan], прізвище також Садовеану-Андрей; до шлюбу Морун, псевдоніми I.Z.S.D та Iz.Sd.; [1] 24 лютого 1870 — 6 серпня, 1941) — румунська літературознавиця, освітянинка, громадська журналістка, перекладачка, письменниця, поетка і феміністка. В юності пропагувала соціалізм і до кінця життя підтримувала ліву політику, насамперед як представниця попораністських кіл та особиста подруга культурного критика Гарабета Ібрайялу, під керівництвом якого писала для огляду «Віана Романеаска», поєднуючи етнічний націоналізм та традиціоналізм з естетизмом. Як літературознавиця виступала за визнання символізму як незалежного культурного явища та оглядала сучасні події в англійській літературі.
Садовеану представляла румунський фемінізм на конгресах Міжнародного альянсу жінок, але застосувала поступовий підхід до виборчого права жінок і в міжвоєнний час зацікавилася створенням зв'язків між фемінізмом та євгенікою. Своєю діяльністю шкільної вчительки та феміністки вона підтримала реформу освіти та пропагандувала метод Монтессорі. Пізніше вона додала феміністичний антифашизм до свого списку політичних та соціальних питань.
Двоюрідна сестра соціалістичного політика Василя Моруна, вона була невісткою романіста і політичного діяча Михайла Садовеану. Вона також була пов'язана з різними сім'ями, які мають важливе значення в політичній історії Румунії.

## Біографія

### Раннє життя
Ізабела Морун походить з історичного регіону Молдавії: місце її народження вказано як Саучешті, округ Бакеу [2], але вона також могла народитися в регіоні Герца. Її батьками були Георге Григоре та Елеонора Морун, дядько та тітка соціаліста Василе Моруна.[3] Ізабела була пов'язана з кількома провідними молдавськими інтелектуальними та боярськими сім'ями: її власна філія, Моргунешті, була одружена з Раковиці. Також серед її рідні була сім'я Арборе, членами якої є соціалісти Замфір та Катерина Арборе.
Незабаром після народження Ізабела була удочерена родиною Андрій, і повідомляється, що вона була нещасною та небажаною дитиною [2]. У неї була зведена сестра Адела, яку вона згодом описала як одну з красунь Молдавії.
Майбутня поетка відвідувала початкову школу в місті Бакеу, перед тим як її відправили до інституту для дівчат та школи-інтернату в Яссі. [2] Поки навчалася у цьому французькомовному закладі, також відомому як школа Додуна де Пер'єра, Ізабела Морун познайомилася і подружилася з Констанцією Маріно-Моску, яка також стала письменницею [5]. Саме в ті роки Ізабела вперше була втягнута в соціалістичну боротьбу, відвідуючи лівий культурний гурток Іоана та Софії Надейде, де багато читала на різні теми [2]. Вона стала близькою подругою і співробітницею Надейде, описуючи її як "прекрасну […], просту, як дитину, повну здорового глузду, як ніби селянку, здорову тілом і духом, пристрасну і надмірну, як і будь-яка справжня жінка, у всіх її проявах". [6] Познайомившись з поетом-прозаїком Ніколає Белдічану, вона також відвідувала літературне товариство Бельдічану, зустрічаючись із відомим реконутором Йоном Крянґе. Її власний дебют відбувся в 1890 р., коли її лірика вийшла друком у журналі Școala Nouă [2] [7]. У той час вона була в місті Бакеу, замінювала вчителя в денній школі для дівчат. [3]
За короткий час Ізабела Моргун вирушила до Бухареста, столиці Румунії. Все ще активна соціалістка, вона була присутня на 2-му конгресі Румунської соціал-демократичної робочої партії [7] і через свої соціалістичні зв'язки зустріла кількох основних діячів румунської літературної сцени кінця XIX століття: Йона Луку Караджале, Барбу Стефанеску-Делаванча, Александру Влахуце. [2] Ще однією такою фігурою був ветеран соціалізму Константин Доброджану-Ґеря, про якого вона згодом написала: «Я більше ніколи не зустрічала людини, яка могла б поширити стільки спокою і примирення навколо себе». [8]
Навчалася в Бухарестському університеті на філософському факультеті, де була колегою з кількома письменниками, зокрема Йоном Александру Бретеску-Войнешті та О. Карпом (Георге Прока) [9]. У 1892 році Карп одружився за Аделою Андрій. [10]

### Попоранський дебют
Ізабела Морун отримала кваліфікацію шкільної вчительки, а пізніше зайняла викладацьку посаду в Бреїлі. У 1898 р. вона одружилася з романським офіцером Александру Садовеану (нар. 1866), старшим братом письменника-дебютанта Михайла Садовеану. [2] [3] Вона поїхала за ним до Фокшани, де викладала в інтернаті для дівчат, і врешті-решт до Бухареста, де працювала вихователькою у Școala Centrală de Fete [2].
Протягом наступного десятиліття, як і її швагер Михайло, Ізабела Садовеану приєдналася до нещодавно заснованої Віани Романеаска, провідного рупора румунської ліво-націоналістичної ідеології, попоранства. Вона стала ученицею теоретика і головного редактора попораніста Гарабета Ібреїляну, особливо в тому, що стосується раціоналістичного підходу Ібрайяну до літературних явищ [2]. Пізніше вона охарактеризує його як «гарного юнака, відомого як дуже начитаного та культурного, але жахливо сором'язливого». [4]
Садовеану також стала на бік Ібреїляну в його полеміці з Євгеном Ловінеску, відвертим традиціоналістом, а згодом провісником модерністської сцени. Пишучи Ібреїляну в 1909 році, відвідавши одну з ранніх публічних лекцій Ловінеску, Садовеану описала новий прихід як «одного великого гнильця» і «невігласа», який говорив «банально і тупо», «поверхнево» [11]. ] У своєму огляді румунської літератури 1930-х Ловінеску стримано сприймав попоранську діяльність Садовеану, припускаючи, що її націоналістична пропаганда перегукується з правими конкурентами в журналі Sămănătorul, дому історика та критика Ніколае Йорги, вважаючи її критичний підхід "ліричним, багатослівним та сектантським". [12]
До 1906 р. Садовеану також писала публікації в «Revista Idealistă», неокласичному журналі Михайла Г. Холбана, де вона обговорювала «Романтизм у літературі» [13] та основний огляд Noua Revistă Română [7]. На цьому стику вона була втягнута в незначний скандал, зосереджений на її шурині та попораністському середовищі. Того року її давня подруга Маріно-Моску повідомила Ібреїляну, що «Маріана Відрацу», роман Viața Românească Михайла Садовеану, був плагіатом з її власного рукопису, який вона раніше довірила Ізабелі і та передала його своєму родичу; в той час як Михайло Садовеану відмовлявся оприлюднювати власну версію подій, Ібреїляну оцінив докази як сприятливі для Маріно-Моску і поховав скандал, перервавши серію [5]. Фрагменти з роману Садовеану були перевидані лише в огляді Manuscriptum у 1970 р., А сам плагіат був доведений у 1988 р. [5]
Протягом 1910-х Ізабела Садовеану стала однією з соціалістів, які наблизились до основної Національно-ліберальної партії (ПНЛ). Її дебют як літературознавиці відбувся незадовго до 1908 року, коли вона ненадовго була літературною оглядачкою газети Voința Națională. [2] [14]

### Імпресіоністична література та дослідження символізму
У 1908 р. Едітура Мінерва опублікував том критичних нариси Ізабели Садовеану — Impresii literare («Літературні враження»). [2] [7] [12] [15] Книга заслужила увагу критики і була рецензована у національній пресі. На трибуні румунів Австро-Угорщини в Luceafărul письменник Іон Дума протиставив Impresii literare ще одному твору «імпресіоністичної» критики — журналісту-традиціоналісту Іларі Ченді: тоді як текст Садовеану вимагав дидактизму та моралі в літературі, Ченді, Саманетарул дисидент, писав на користь мистецтва заради мистецтва. [16] Як зазначається в Думі, висловлювання Садовеану захищали письменників за їх моральну місію, навіть на шкоду мистецтву, однаково вихваляючи Софію Надейде і прозаїка Константина Санду-Альдеа за почуття «жалю до […] тих, кому пощастило менше». [17] ] Той самий рецензент також стверджував, що Садовеану, «жіночий персонаж», не мала розуміння екстравертів і «бойових» традиціоналістів, таких як Санду-Альдеа та поет Luceafărul Октавіан Ґоґа [18]. Інший хроніст Luceafărul, академік Георге Богдан-Дуйке, на противагу стверджував, що Садовеану була «скоріше воїном», але описала Імпресію … як несумісний: "Так і ні; ні тут, ні там; це, те і інше. І все ж це несе замітку, про яку слід сигналізувати". [19] З його традиційної точки зору, Богдан-Дуйке стверджував, що Садовеану помилилася, виходячи за рамки "вражень", вважаючи себе професійним критиком і виступаючи за "першість почуттів" у мистецтві: «У пані Садовеану-Еван є філософія, хоча вона і жінка» [9]. Оглядаючи відгуки внесків Садовеану в 2002 році, видавниця та історик літератури Корнелія Штефанеску стверджувала: "[Вона] викликала гіркі полеміки та заперечення більше, ніж подяки, хоча Н. Йорга та Г. Ібреїляну, об'єктивно чи ні, мали привілейований погляд на неї".[14]
Садовеану чергувала естетичний ідеал із роздумами про національну специфіку в мистецтві. На думку історика літератури Джордже Келинеску, у книзі закріплено перехід від соціалізму до попоранізму, про що свідчать цитати на кшталт: «Ми румуни, і наші витвори мистецтва та продукти розуму повинні носити печатку оригінальності нашої нації» [3. ] Традиціоналіст Дума із задоволенням зазначив, що Садовеану розлучилася із соціалізмом, щоб відновити «кредо художнього націоналізму»: "Скрізь, де вона хоче вказати на румунський дух, румунську природу: румунське небо, землю, річки, ліси, птахів і комахи, румунське світло«. [17] Богдан-Дуйке дійшов висновку, що сенсуалізм не заважає дидактичному порядку денному книги, оскільки Садовеану все ще допомагала популяризувати письменників, натхненних "національним життям", від Михайла Садовеану, Карпа та Бретеску-Войнешті до Штефана Октавіана Іосифа та Олени Фараго. [9]
Також у 1908 р. у своїх статтях Viața Românească Садовеану звернула увагу на вплив символізму та антитрадиціоналістської румунської символістської гілки. Як вона сама стверджувала десятиліттями пізніше: «Я одна висловила думку, що […] ми маємо справу з інноваційним рухом, подібно до того, як я перша в історії намалювала символізм у статтях для Viața Românească». [14] За словами різних коментаторів її роботи, на які посилався історик літератури Паул Чернат, вона справді була першою румункою, яка зацікавилася цим рухом, і тому вона відкрила канал зв'язку між попоранцями та румунськими символістами [20]. Цій оцінці частково суперечить дослідник Анджело Мітчієвічі, який рецензує подібні есе, написані Олександру Бібеску та Оленою Бакалоглу.
Садовеану виділялася тим, що відкинула концепцію «виродження», яку проти сучасної літератури ввів патолог Макс Нордау. Вона назвала Нордау «банальним» і «ілюзіоністом», аргументуючи це тим, що символізм виявився здатним виховувати «поетичних геніїв», але, як і Нордау, вона все ще дивилася на декадентський рух [22]. На її думку, символізм був гідним аналогом «песимізму» літературного натуралізму, але невдалим, коли, як і Стюарт Меррілл, він перейшов у «штучне» [23]. Її головним інтересом було показати, як антипозитивістська поезія француза Артура Рембо створила моду в Румунії [24], але вона також обговорила роль, яку мали Жан Мореас та Анатоль Франс у доведенні символізму до французької та міжнародної громадськості. [14] Також її робота торкалася зв'язку між румунськими символістами (Адріан Маніу) та літературною стороною Віденської сецесії (Райнер Марія Рільке).
Вважаючи Калінеску «високоосвіченою жінкою» [3], Садовеану неодноразово доводила, що професійні критики повинні бути винятково культурними [14]. Вона відреагувала проти культурного ізоляціонізму, детально описавши переваги взаємного перекладу у розширенні письмової культури. [14] Корнелія Штефанеску вважає, що її нариси характеризуються витонченістю та почуттям деталей, наприклад, описуючи романтичного критика Шарля Огюстену Сент-Бьова, чия приторна потворність, стверджувала Садовеану, опосередковано формувала французьку літературу 19 століття [14].

### Женевські дослідження та феміністичні початки
Ізабела Садовеану-Еван була однією з чотирьох письменниць, запрошених на з'їзд письменників 1909 року, що відбувся в середній школі Георге Лазара, де фактично було створено Румунське товариство письменників, професійну асоціацію під головуванням Михайла Садовеану [25]. Вона також стала відомою як перекладачка іноземних мовних творів, насамперед італійської, румунською [2]. У 1909 р. За контрактом з Мінервою вона опублікувала том повістей італійки Грації Деледди [26] та «Королівського тигра» Джованні Верги [ 27]
Починаючи з 1912 року, Садовеану-Еван продовжувала здобувати освіту в Женеві, Швейцарія, де відвідувала Інститут Руссо і закінчила навчання серед перших випускників [2] [28] Вона повернулася, щоб зайняти посаду директора в Педагогічному інституті для дівчат Ясси, а пізніше в Бухарестській школі імені Олени Кузи. Прихильниця програми читання як основи для всієї освіти, та зацікавлена у застосуванні методу Монтессорі, пізніше вона створила власну Școala de Puericutură și Educatoare (Школа пурикультури та виховательок) [2] і була інспекторкою румунської мови у дитячих садках. [3] Садовеану також співпрацювала з Йоргою у літній школі у місті Веленій-де-Мунте. [2]
Хоча після «Impresii literare» її критичні нариси більше ніколи не збиралися у формі книги, Садовеану-Еван опублікувала кілька нових трактатів як освітянка: «Естетичне та художнє виховання протягом останніх двох десятиліть» 1911 року) [2] [7], пізніше вийшов Матеріальний дидактичний Монтессорі ("Навчальний посібник Монтессорі"), Educația nouă. Îndrumări pentru părinți și educatori («Нова освіта. Поради для батьків та вихователів»).[2]
Як вона згадувала, у 1939 році Садовеану розпочала свою феміністичну активність, вступивши до Асоціації Sprijinul («Підтримка») в Бухаресті. Група, зазначала Садовеану, була більше присвячена «заохоченню та допомозі жінкам, які заробляють на життя власною працею, а не організації їх з огляду на політичне життя та виборче право жінок» [29] Насправді Sprijinul згрупував політичних жінок (в тому числі її президентку Смаранду «Ему» Белдіман) та профеміністів-чоловіків (соціалістичний адвокат Тома Драгу). [30] Разом з Маргаритою Міллер Вергі, Букурою Думбраве та іншими письменницями, Садовеану також була одною із засновників Асоціації Романселе Серцеташ, раннього відділення румунського скаутингу, що передував Асоціації Гіделор і Гізілор з Румунії.

## Останні роки
Посвідчивши вплив фашистських рухів на європейські суспільства, Садовеану-Еван поєднала свою феміністичну позицію з антифашизмом. Разом з акторкою Лучією Стурдза Буландра вона брала активну участь у Фронтул Фемінін (Жіночий фронт), організації, призначеній захисту прав жінок від ультраправої загрози, під головуванням Надейде [54]. За словами дослідниці Штефанії Міхалаче, Фронт, створений в 1936 році незабаром після опублікування маніфесту, мав марксистський ухил, в центрі якого було «право жінки на працю» [55]. Садовеану здійснила поїздки за кордон і відвідала у Парижі виставку, присвячену 50-річчю з часу Маніфесту символістів. [14]
Протягом 1937 року, напевно, на прохання Садовеану, Адеваруль почав видавати спеціальну колонку на другій сторінці під назвою Femeile între ele («Жінки між собою»), яка включала внески від неї та її колег з феміністичного руху Пападат-Бенгеску (хто може надихнула заголовок рубрики) та Надейде. [50] До них приєдналися кілька освічених або амбіційних письменниць, серед них: Тіку Арчіп, Люсія Деметріус, Клавдія Мілліан, Санда Мовіла, Профіра Садовеану (племінниця Садовеану), Валерія Мітру (майбутня дружина Михайла Садовеану), Кока Фараго (дочка поетеси Олени Фараго) і Сорана Чопа (дружина філософа Мірчі Еліаде). [50] Власні твори Ізабели Садовеану для Femeile între ele включали огляд руху суфражисток та позитивний звіт про Інтернаціонал Сороптиміст, ідеї самодопомоги яких вона намагалася популяризувати в Румунії, а також саркастичну відповідь на рішучу антифеміністську позицію Арчіпа [50]. ]
Також у 1937 році Адеваруль опублікувала свою данину пошани французькому соціалісту і пацифісту Жану Жоресу, який став жертвою націоналістів незабаром після початку Першої світової війни [56]. Через рік вона відмовилася від викладацької діяльності з державною пенсією та присвятила свою енергію редакторській роботі для Adevărul Literar și Artistic, перш ніж вся родина Adevărul була заборонена авторитарним режимом короля Кароля II. [2] У 1939 р. Трансільванський лівий журнал «Societatea de Mâine» опублікував свою коротку історію румунських феміністичних організацій [57].

## Спадщина
За словами Джорджа Калінеску, Ізабела Садовеану була прототипом «церебральної жінки» у місцевих листах. [58] Її згадують як Сидонію Олексію в pren preajma revoluției («Напередодні революції») романі та прихованих мемуарах 1930-х Константина Стере, колишнього члена гуртка Viața Românească (Михайло Садовеану також є персонажем книги під іменем Ніколае Падуряну). [59]
Одноіменна монографія про Ізабелу Садовеану була опублікована Editura Didactică și Pedagogică в 1970 році; її власна мемуарна праця «Sufletul altor generații» була включена в антологію Едітури Емінеску 1980 р., що охоплює переважно автобіографічні тексти фольклористки Арістіни Аврамеску. [48] Через 20 років критик Маргарета Ферару переглянула всю свою роботу, перевидавши два томи своїх есе-журналів під назвою Cărți și idei («Книги та ідеї») [14]. Коментуючи це критичне видання, Корнелія Штефанеску зазначила «сміливий критичний дух Садовеану, її непохитні чесноти та заслуги дослідниці, рухливість її думок у сферах ідеології, літератури, мистецтва та освіти» [14]. У 2007 році Пол Чернат писав, що Садовеану «сьогодні несправедливо ігнорують». [60]